# Calochortus syntrophus
Calochortus syntrophus là một loài thực vật có hoa trong họ Liliaceae. Loài này được Callahan miêu tả khoa học đầu tiên năm 1993.